# 기억, 꿈, 사상
기억, 꿈, 사상 ( Memories, Dreams, Reflections ) 은 카를 융의 자서전적인 작품으로 1962년에 발표되었다.

## 요약
이 책은 카를 융의 어린시절과 그의 개인 사생활, 그리고 프시케에 대한 그의 탐구로 구성되어 있다. 융의 제자이며 여비서였던 아니엘라 야페가 융의 나이 82세가 된 1957년 부터 5년 가까이 그와 대담을 한 내용을 자서전으로 엮었으며 융이 직접 탈고를 하였다.  
카를 융은 '나의 생애는 무의식의 자기실현의 역사다'라고 자신의 일생을 규정했다.  
- '의사는 그 자신이 고통을 당할 경우에만 효과를 얻는 법이다.'
- '상처 입은 자만이 치유할 수 있다.'
- '나의 생애에서 가장 아름답고 큰 성과가 있었던 대화들은 이름없는 사람들과의 대화였다.'

## 번역본
- 카를 융 기억 꿈 사상 (조성기역, 김영사, 2007년 12월 4일)[1]

1. ↑  융, 칼 구스타프. 《카를 융 기억 꿈 사상 - YES24》.